# Parlay
 (signalé en juin 2025).
Si vous disposez d'ouvrages ou d'articles de référence ou si vous connaissez des sites web de qualité traitant du thème abordé ici, merci de compléter l'article en donnant les références utiles à sa vérifiabilité et en les liant à la section « Notes et références ».
- Archive Wikiwix
- Bing
- Cairn
- DuckDuckGo
- E. Universalis
- Gallica
- Google
- G. Books
- G. News
- G. Scholar
- Persée
- Qwant
- (zh) Baidu
- (ru) Yandex
- (wd) trouver des œuvres sur Wikidata

Le groupe Parlay est un consortium de plusieurs fournisseurs mis en place en 1998 pour développer des API ouvertes et indépendantes des technologies : les Parlay API. Il a disparu vers 2007.
Le groupe Parlay travaille en collaboration avec l'ETSI et le 3GPP pour créer les Parlay/OSA API.
Les Parlay X API sont créées et développées au cours d'un processus spécifique : le Parlay Accelerator Programme du groupe Parlay. Les résultats de ce processus sont ensuite proposés au processus de normalisation du 3GPP.